# Ixodes tancitarius
Ixodes tancitarius är en fästingart som beskrevs av Cooley och Glen M. Kohls 1942. Ixodes tancitarius ingår i släktet Ixodes och familjen hårda fästingar. Inga underarter finns listade i Catalogue of Life.